# Star Wars: A Gay XXX Parody
Star Wars: A Gay XXX Parody je americký gay pornografický film z roku 2015 parodující kánon Hvězdných válek. Pro studio Men.com jej natočil režisér Christian Boushey přezdívaný „Alter Sin“ podle scénáře Thomase Stonea. Vystupují v něm postavy jako Luke, Obi-Wan, Darth Vader či Han Solo spolu s řadou stormtrooperů. O rok později natočil týž režisér i pokračování nazvané Star Wars The Force Awakens: A Gay XXX Parody s Kylo Renem a trojicí Poe Dameron, Finn a Rey.

## Postavy a obsazení
| Luke Adams      | Luke         |
| Jessy Ares      | Obi-Wan      |
| Dennis West     | Han          |
| ?               | Vader        |
| Paddy O'Brian   | stormtrooper |
| Hector De Silva | stormtrooper |

## Uveřejnění a obsah
Studio Men.com film ohlásilo v první polovině prosince 2015 zveřejněním poutače se sloganem „May the force be in you“ („Nechť je síla v tobě“), parodujícím původní hlášku „May the force be with you“ („Nechť tě síla provází“). U příležitosti premiéry sedmé epizody Star Wars: Síla se probouzí 18. prosince 2015 pak zveřejnilo softcore trailer s představením hlavních postav i jeho hardcore verzi.
Jednotlivé scény čtyřdílného snímku byly připraveny ke zveřejnění na webových stránkách studia:
1. Star Wars 1: Obi-Wan mentoruje Luka – Jessy Ares a Luke Adams (25. prosince 2015)
2. Star Wars 2: Luke vlastním tělem zaplatí Hanu Solovi za použití jeho vesmírné lodě – Dennis West a Luke Adams (1. ledna 2016)
3. Star Wars 3: Darth Vader ukáže Hanovi temnou stranu síly – Dennis West a „Vader“ (9. ledna 2016)
4. Star Wars 4: Luke je polapen skupinou stormtrooperů – Luke Adams, Paddy O'Brian, Hector De Silva a další (16. ledna 2016)

Dne 14. ledna 2016, před víkendovým uvedením závěrečné scény, studio zveřejnilo videosestřih z natáčení filmu, v němž byly mimo jiné ukázány tváře některých dalších stormtrooperů, ačkoli oficiálně studio avizovalo jen hlavní dvojici Paddyho O'Briana a Hectora De Silvu. Zcela zatajována byla identita herce v kostýmu Vadera. Někteří komentátoři však upozornili na skutečnost, že jeho penis byl viditelně neobřezaný.

## Pokračování
Rok po distribuci filmu na něj studio navázalo pokračováním s názvem Star Wars The Force Awakens: A Gay XXX Parody. První ze čtyř dílů byl zveřejněn on-line 17. prosince 2016, den po premiéře mainstreamového blockbusteru Rogue One: Star Wars Story. Aspen v něm hrál pilota rebelů Poea Damerona, Kaden Alexander ztvárnil stormtroopera Finna a Griffin Barrows Reye (ovšem v mužské verzi). Kylo Ren byl představován Wesleym Woodsem, kapitán Phasma Colbym Kellerem a dalšího stormtroopera si zahrál Jay Roberts. Jako režisér snímku byl i tentokrát uveden Alter Sin.
Jednotlivé scény byly opět zveřejněny na webu:
1. Star Wars 5: Rebelský pilot Poe Dameron je dopaden vojáky impéria a předveden před Kylo Rena k výslechu. – Aspen a Wesley Woods (17. prosince 2016)[20]
2. Star Wars 6: Voják Finn dopomohl Poeovi k útěku, došlápne si však na něj kapitán Phasma s dalším stormtrooperem. – Colby Keller, Jay Roberts a Kaden Alexander (23. prosince 2016)[21]
3. Star Wars 7: „Sběrač odpadu“ Rey je také držen vojáky impéria, ale využije své schopnosti Jediů a na útěku zkříží svůj světelný meč s Kylo Renem. – Griffin Barrows a Wesley Woods (27. prosince 2016)[22]
4. Star Wars 8: Rey zachrání také Finna ze spárů Kylo Rena, oba uprchlíci najdou Poea, Finn mu padne do náručí a trojice společně oslaví shledání. – Aspen, Griffin Barrows a Kaden Alexander (1. ledna 2017)[23]

Počátkem května 2017 byl 80minutový snímek vydán také na DVD.

## Přijetí a ocenění
Snímek získal celou řadu nominací na ceny Grabby Awards 2017, a to v kategorii pro nejlepší film i nejlepší výpravu, Alter Sin za nejlepší režii, Thomas Stone za nejlepší scénář, Luke Adams pro nejlepšího herce. Dvě scény z filmu byly nominovány ve svých kategoriích nejlepšího tria a nejlepší skupinové scény a film byl mezi navrženými na Cenu fanoušků Steamworks pro nejoblíbenější film. Z nich pak vyhrál cenu za nejlepší výpravu.

## Parodické souvislosti
Podobně již v roce 2012 parodoval Hvězdné války také heterosexuální pornografický film Star Wars XXX: A Porn Parody režiséra Axela Brauna. V něm mimo jiné režisérská osobnost z gay pornoprůmyslu Chi Chi LaRue namluvila robotickou postavu 3CPO a postavu Luka Skywalkera ztvárnil dřívější gay-for-pay herec Troy Gabriel alias Seth Gamble. Film získal cenu Xbiz Award 2013 v parodické kategorii. Podle produkčního studia se prodej tohoto filmu na DVD později v souvislosti s uvedením Epizody 7 zvýšil pětinásobně.
Snímek Star Wars: A Gay XXX Parody se však stal historicky první parodií Hvězdných válek v oblasti gay pornografie.
Samo studio Men.com už mělo zkušenosti s jinými parodiemi mainstreamové filmové či televizní produkce, například s dvěma díly Gay of Thrones 1 a 2 parodujícími fantasy seriál stanice HBO Hra o trůny (Game of Thrones), s parodií na kriminální seriál o motorkářích Zákon gangu (Sons of Anarchy) pod názvem Men of Anarchy nebo se snímkem Godfather Gay XXX Parody odkazujícím k filmové sérii z mafiánského prostředí Kmotr (Godfather). Série se stala základem nové značky Super Gay Hero a webových stránek, kde byly v průběhu roku 2016 publikovány další pornografické parodie na sci-fi, fantasy či komiksové filmové i televizní blockbustery a jiné popkulturní fenomény, jako Batman v Superman, Captain America, Fuckémon Go, Popstar, Sense8, Star Trek, Tarzan, The Flash či X-Men.